# Capasa pseudoincensata
Capasa pseudoincensata là một loài bướm đêm trong họ Geometridae.